# Смирнов, Игорь Валентинович
Игорь Валентинович Смирно́в (8 декабря 1926, Саратов — 2 декабря 1989, Москва) — советский балетмейстер и педагог. Народный артист РСФСР (1978), профессор (1978).

## Биография
В 1944 году окончил МГАХ (педагог Н. И. Тарасов).
В 1944—1949 годах работал балетмейстером Оперной студии при Московской консерватории.
В 1951 году окончил балетмейстерское отделение ГИТИСа (курс Р. В. Захарова).
В 1953—1954 годах работал балетмейстер и педагогом в Румынии, в 1963—1964 годах — в Японии, в Монголии и Аргентине.
В 1958—1960, 1962, 1964—1967 годах — главный балетмейстер Музыкального театра Карельской АССР (Петрозаводск).
В 1960—1961 годах — главный балетмейстер МАМТ имени К. С. Станиславского и Вл. И. Немировича-Данченко.
В 1967—1989 годах — заведующий кафедрой хореографии МГИК, профессор.
Похоронен на Ваганьковском кладбище.

## Творчество
Творчество И. В. Смирнова характеризуется стремлением к сюжетно развитой драматургии балетных спектаклей, сочетанию хореографии классического танца с национальным фольклором.

### Театральные работы
- «Медный всадник» Р. М. Глиэра (Ташкент, 1950; Бухарест, 1954) — постановщик
- «Маскарад» Л. А. Лапутина (Ташкент, 1958; Театр им. Станиславского и Немировича-Данченко, 1961; Петрозаводск, 1965) — постановщик
- «Сампо» Г.-Р. Синисало (Петрозаводск, 1959) — сценарист, постановщик
- «Лебединое озеро» П. И. Чайковского (Петрозаводск, 1960[2]; Токио, 1963) — постановщик
- «Я помню чудное мгновенье» Г.-Р. Синисало (Казань, 1962; Харьков, 1963) — сценарист, постановщик
- «Сильнее любви» Г.-Р. Синисало (Петрозаводск, 1966) — постановщик
- «Жизель» А. Адана (Петрозаводск, 1967) — постановщик
- «Водяная» Э. З. Бакирова (Казань, 1970) — сценарист, постановщик
- «Кижская легенда» Г.-Р. Синисало (Петрозаводск, 1973) — сценарист, постановщик

### Роли в кино
- 1938 — Детство Горького — Лёнька

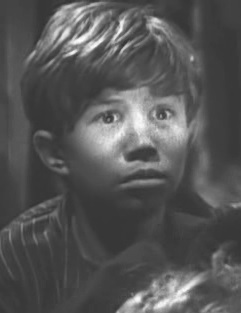
Игорь Смирнов в фильме «Яков Свердлов» (1940)

- 1940 — Яков Свердлов — Лёнька Сухов в детстве
- 1940 — Тимур и его команда — Сима Симаков, говорливый тимуровец

### Избранные публикации
- Смирнов И. В. Искусство балетмейстера : [Учеб. пособие для культ.-просвет. фак. вузов культуры и искусств]. — М.: Просвещение, 1986. — 190 с.
- Смирнов И. В. … танцует Карелия : Заметки и размышления балетмейстера. — Петрозаводск : Карелия, 1977. — 158 с. — 5000 экз.
  - 2-е изд., испр. и доп. — Петрозаводск : Карелия, 1981. — 190 с. — 3000 экз.

Публиковал статьи в периодической печати по вопросам хореографии.

## Награды и признание
- заслуженный деятель искусств РСФСР (1959)
- Республиканская премия имени Габдуллы Тукая (1973) — за постановку и либретто балета «Водяная» Э. Бакирова в Татарском государственном театре оперы и балета им. М. Джалиля
- заслуженный деятель искусств Карельской АССР (1974)
- Государственная премия Карельской АССР (1974) — за постановку и либретто балета «Кижская легенда» Гельмера Синисало в Музыкальном театре Карельской АССР
- народный артист РСФСР (1978)
- Государственная премия РСФСР имени М. И. Глинки (1986) — за новую редакцию балетного спектакля «Сампо» Г.-Р. Н. Синисало, поставленного на сцене МТ Карельской АССР